# Sanborn (Kalifornia)
Sanborn (dawniej Plano) – obszar niemunicypalny w hrabstwie Kern, w Kalifornii (Stany Zjednoczone), na wysokości 784 m.